# The Real Testament
The Real Testament is het eerste album van rapper Plies. De eerste single van het album was Shawty, samen met T-Pain.
Het album, uitgebracht op 7 augustus 2007, kwam binnen op 2 in de Billboard 200 met 96.000 verkochte exemplaren in de eerste week na verschijnen Ongeveer een half jaar na de verschijning was het album in de Verenigde Staten meer dan 450.000 keer verkocht.

## Lijst van nummers
1. "The Real Testament (Intro)" 2:09
2. "100 Years" 3:50
3. "I Kno U Workin'" 4:16
4. "On My Dick" 3:54
5. "1 Mo Time" 3:47
6. "I Am The Club" 3:44
7. "Runnin' My Momma Crazy" 4:15
8. "Shawty" ft. T-Pain 4:15
9. "Friday" 3:39
10. "Goons Lurkin'" 3:52
11. "Kept It too Real" 4:55
12. "You" ft. Tank 3:38
13. "Money Straight" 4:23
14. "Hypnotized" ft. Akon 3:09
15. "Murkin' Season" 3:50
16. "Bid Long (Bonus Track)" 4:08
17. "Water (Bonus Track)" ft. 4orty 3:21
18. "Ain't Slippin' (Bonus Track)" 3:38